# SV BVB 49
Der Sportverein Berliner Verkehrsbetriebe 49 e. V. (Kurzform: SV BVB 49 e. V.) ist ein Sportverein in Berlin-Lichtenberg, der überregional durch die Erfolge seiner Frauenhandballmannschaft bekannt wurde.

## Der Verein

Früheres Vereinswappen des SV Berliner Verkehrsbetriebe 49

1949 wurde die BSG Berliner Verkehrsbetriebe, als Betriebssportgemeinschaft der Berliner Verkehrsbetriebe in Ost-Berlin gegründet. Nach der politischen Wende änderte man die Rechtsform und gründete den Sportverein Berliner Verkehrsbetriebe 49 als eingetragenen Verein. Der Verein ist in fünfzehn Abteilungen organisiert: Gymnastik für Senioren und Leichtathletik, Fußball, Handball, Kegeln, Tischtennis, Volleyball, Wasserspringen sowie ein Schalmeienorchester, Freizeitsport, Flag Football, Beachvolleyball, Frisbee, Rhythmische Sportgymnastik und Sport To Go.

## Die Handballerinnen

### Spreebirds (bis 2009)
Man qualifizierte sich in der letzten DDR-Oberliga-Saison 1990/91 für die Bundesliga. Auch wenn das Gastspiel in der höchsten Spielklasse zunächst nur ein Jahr dauerte, hat sich der Verein in den letzten 17 Jahren zu einer zuverlässigen Adresse im deutschen Frauenhandball entwickelt. Als Meister der 2. Bundesliga Nord stieg der Verein 1997 erneut in die Bundesliga auf, dieses Mal war man zwei Jahre dabei. 2001 errang man erneut die Meisterschaft der 2. Bundesliga Nord, ein Jahr Bundesliga folgte. In der Saison 2004/05 qualifizierten sich die Berlinerinnen für die Relegationsspiele um den Bundesliga-Aufstieg, scheiterten aber bereits in der ersten Runde an Süd-Meister Frisch Auf Göppingen (23:24, 25:31). Insgesamt hat der Verein seit 1991 vier Jahre in der 1. Bundesliga und die restlichen 13 Jahre in der 2. Bundesliga gespielt. Aktuell spielt die Frauenmannschaft in der Verbandsliga Berlin.

### Spreefüxxe (ab 2009)
Zur Saison 2009/10 schlossen sich die Damenmannschaften des SV Berliner VG 49 und der Reinickendorfer Füchse für den Bundesligaspielbetrieb zu dem BVB Füchse Berlin (Spreefüxxe) zusammen und zogen sogleich als Zweiter in die Aufstiegs-Play-Offs ein. Diese Spielgemeinschaft bestand bis 2012.

## Größte Erfolge
Größter Erfolg der Vereinsgeschichte war als BSG Berliner Verkehrsbetriebe der Sieg im FDGB-Pokal, im Handballpokal der DDR im Jahr 1973.
- FDGB-Pokal-Sieg:
 1973
- Aufstieg in die 1. Bundesliga 1997 und 2001

## Die Saisonbilanzen von 1991 bis 2011
| Saison  | Spielklasse | Platz | Spiele | Tore    | Diff. | Punkte |
| ------- | ----------- | ----- | ------ | ------- | ----- | ------ |
| 1991/92 | Bundesliga  | 10    | 20     | 369:481 | −112  | 7:33   |
| 1992/93 | 2. BL Nord  | 6     | 22     | 420:434 | −14   | 22:22  |
| 1993/94 | 2. BL Mitte | 5     | 20     | 393:379 | 14    | 22:18  |
| 1994/95 | 2. BL Nord  | 2     | 26     | 579:512 | 67    | 40:12  |
| 1995/96 | 2. BL Nord  | 3     | 26     | 581:523 | 58    | 35:17  |
| 1996/97 | 2. BL Nord  | 1     | 26     | 668:557 | 111   | 42:10  |
| 1997/98 | Bundesliga  | 9     | 22     | 537:581 | −44   | 18:26  |
| 1998/99 | Bundesliga  | 11    | 22     | 518:595 | −77   | 11:33  |
| 1999/00 | 2. BL Nord  | 2     | 26     | 696:536 | 160   | 39:13  |
| 2000/01 | 2. BL Nord  | 1     | 26     | 719:559 | 160   | 47:5   |
| 2001/02 | Bundesliga  | 14    | 26     | 613:734 | −121  | 11:41  |
| 2002/03 | 2. BL Nord  | 6     | 26     | 733:666 | 67    | 29:23  |
| 2003/04 | 2. BL Nord  | 4     | 26     | 672:538 | 134   | 38:14  |
| 2004/05 | 2. BL Nord  | 4     | 28     | 725:656 | 69    | 41:15  |
| 2005/06 | 2. BL Nord  | 10    | 26     | 646:655 | −9    | 21:31  |
| 2006/07 | 2. BL Nord  | 7     | 26     | 707:666 | 41    | 27:25  |
| 2007/08 | 2. BL Nord  | 9     | 24     | 639:642 | −3    | 19:29  |
| 2008/09 | 2. BL Nord  | 7     | 22     | 638:661 | −23   | 19:25  |
| 2009/10 | 2. BL Nord  | 2     | 20     | 626:533 | +93   | 30:10  |
| 2010/11 | 2. BL Nord  | 9     | 22     | 591:584 | +7    | 18:26  |